# 카메룬나무타기쥐
카메룬나무타기쥐(Dendromus oreas)는 붉은숲쥐과에 속하는 설치류의 일종이다. 카메룬 산악 지대의 산지 초원에서 발견된다.